# 张店区
张店区是山东省淄博市下辖的市辖区，古称黄桑店。公元前284年，燕昭王因乐毅伐齐有功，封其为“昌国君”。公元前221年，秦始皇灭六国后，遂在昌国城设昌国县。至隋开皇6年（公元586年）废昌国县，更名为逄山。到宋末金初，张店渐为兴旺。至元代，张店已发展成淄川县三镇之一。
现在，张店是淄博市中心行政区，市委、市政府均设张店，是全市政治、经济、文化中心。东接临淄区，南临淄川区，西与周村区接壤，北与桓台县毗邻。區人民政府駐新村西路226號。

## 行政区划
张店区下辖8个街道办事处、5个镇：
车站街道、公园街道、杏园街道、和平街道、科苑街道、体育场街道、四宝山街道、马尚街道、南定镇、沣水镇、傅家镇、中埠镇和房镇镇。
其中，四宝山街道、中埠镇委托淄博高新技术产业开发区管理。

## 人口
根據第七次全国人口普查數據，截至2020年11月1日零時，張店區常住人口為795,837人。

## 經濟
2017全国综合实力百强区。2017年12月，当选中国工业百强县区。2018年9月，《2018年中国百强区发展白皮书》在京发布，白皮书以高质量发展为导向，综合评析了全国968个地级市市辖区发展情况，并以统计数据为依据，量化评选出2018年中国百强区，其中张店区位列第31名。2018年10月，入选2018年度全国投资潜力百强区、全国科技创新百强区、全国新型城镇化质量百强区、全国绿色发展百强区。 2018年11月，入选2018年工业百强区。